# IJsbaan Noordlaren
De IJsbaan Noordlaren is een skeeler- en ijsbaan in Noordlaren in de provincie Groningen. De baan is geopend in 1997. In de zomer wordt de baan gebruikt om te skeeleren en in de winter wordt bij voldoende vorst de baan geprepareerd tot natuurijsbaan. De ijsbaan heeft een lengte van 333,33 meter en is daarom niet zo geschikt als skeelerbaan.
De ijsbaan is vooral bekend van de marathons op natuurijs. Traditiegetrouw probeert men op de natuurijsbaan van Noordlaren jaarlijks de eerste marathon op natuurijs van het nieuwe seizoen te verrijden. In 2001 probeerde men de wedstrijd zelfs te ‘reserveren’. In 2002 (gewonnen door Kurt Wubben), 2010, 2012 en 2013 (hattrick) werd in Noordlaren de eerste schaatsmarathon op natuurijs verreden. In andere jaren zijn de plaatselijke ijsverenigingen van Veenoord, Gramsbergen en Haaksbergen de Noordlaarders echter voor. De tactiek van de Noordlaarders is het besprenkelen van de baan middels een giertank, die de hele nacht rondjes over de ijsbaan rijdt om de ijslaag laagje voor laagje aan te brengen. Dit is ook nodig omdat de onderliggende skeelerbaan niet waterpas ligt.

## Wedstrijden
- 2002/03 - Eerste marathon op natuurijs
- 2010/11 - Eerste marathon op natuurijs
- 2011/12 - Eerste marathon op natuurijs
- 2012/13 - Eerste marathon op natuurijs
- 2016/17 - Eerste marathon op natuurijs
- 2021/22 - Eerste marathon op natuurijs

Niet-erkende ijsbanen